# Aeropuerto de Pond Inlet
El Aeropuerto de Pond Inlet (del inglés: Pond Inlet Airport) (IATA: YIO, OACI: CYIO) está ubicado en Pond Inlet, Nunavut, Canadá y es operado por el gobierno de Nunavut.

## Aerolíneas y destinos
- Canadian North
  - Iqaluit / Aeropuerto de Iqaluit
  - Clyde River / Aeropuerto de Clyde River
  - Igloolik / Aeropuerto de Igloolik
- First Air
  - Iqaluit / Aeropuerto de Iqaluit
  - Clyde River / Aeropuerto de Clyde River